# Бодо (Бразилия)
Бодо (порт. Bodó) — муниципалитет в Бразилии, входит в штат Риу-Гранди-ду-Норти. Составная часть мезорегиона Центр штата Риу-Гранди-ду-Норти. Входит в экономико-статистический микрорегион Серра-ди-Сантана. Население составляет 2775 человек на 2006 год. Занимает площадь 253,513 км². Плотность населения — 10,9 чел./км².

## Статистика
- Валовой внутренний продукт на 2003 год составляет 6 394 767,00 реалов (данные: Бразильский институт географии и статистики).
- Валовой внутренний продукт на душу населения на 2003 год составляет 2304,42 реалов (данные: Бразильский институт географии и статистики).
- Индекс развития человеческого потенциала на 2000 год составляет 0,595 (данные: Программа развития ООН).